# 伊賀ふるさと農業協同組合

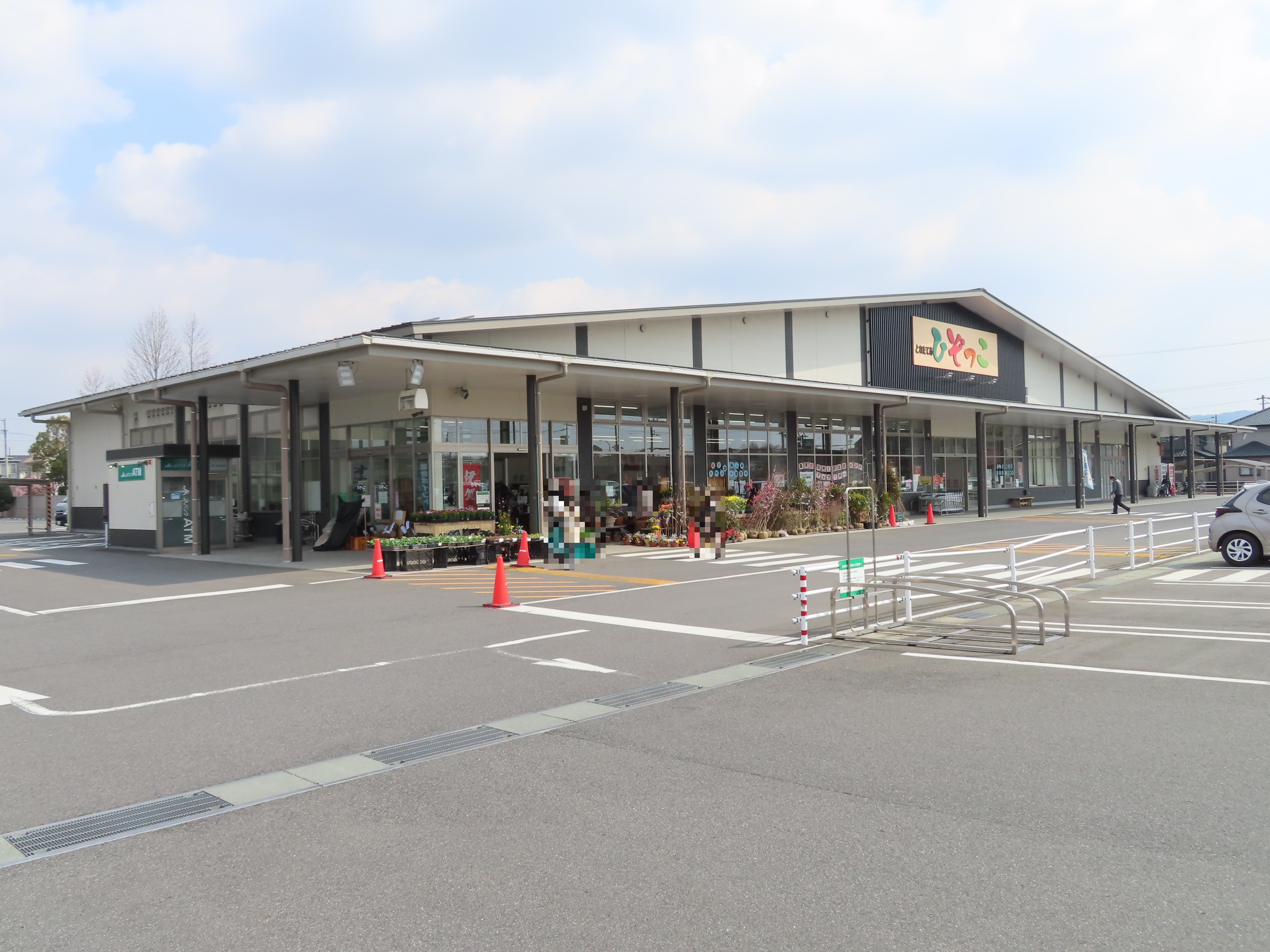
農産物直売所「とれたて市　ひぞっこ」

伊賀ふるさと農業協同組合（いがふるさとのうぎょうきょうどうくみあい、通称:JAいがふるさと）は、三重県伊賀市に本店を置いている農業協同組合。

## 概要
2018年4月1日、伊賀北部農業協同組合と伊賀南部農業協同組合が合併して、伊賀ふるさと農業協同組合となった。

## 管轄エリア
- 伊賀市
- 名張市

## 主な生産物
- 伊賀米
- 美旗メロン
- 白鳳梨
- 伊賀牛
- 伊賀乙女・巨峰・デラウェア